# 小畠虎盛
小畠 虎盛（おばた とらもり）は、戦国時代の武将。武田信虎、武田信玄の2代に仕える。父は小畠日浄（盛次）。
武田の五名臣、武田二十四将の一人としてそれぞれ数えられる。なお小幡姓とするのは誤り（小幡氏は上野国の武家の名で、子の昌盛が信玄に許されて名乗ったもの。なお、虎盛は上野小幡氏の遠縁とする系図もある）。
娘婿に市川等長（梅隠斎）の子・平右衛門、原与左衛門尉（『甲陽軍鑑』）。

## 略歴
元々は遠江国の出身で、父親が武田信虎に仕官したのに伴い1500年（明応9年）に甲斐国に入る。1504年（永正元年）に父が今井信是の叛乱鎮圧に出陣して討死すると14歳で家督を継いだ。信虎麾下の足軽大将として甲斐国統一戦や今川氏、後北条氏との戦いで活躍。大永元年に今川氏配下の福島正成が甲斐に攻め込んできた際には、原虎胤と共に先鋒として迎撃の最前線を担ったとされる。それら今川、北条氏との戦功から信虎の偏諱を受けて「虎」の一字を貰い、虎盛と名乗って、その武勇から「鬼虎」と称された。
1541年（天文10年）信虎追放後は信玄に従って活躍、1551年（天文20年）に信玄が入道すると原虎胤や真田幸隆らとともに剃髪して日意と号す。永禄年間には高坂昌信の副将として海津城に入り対上杉氏の抑えとして活躍、1561年（永禄4年）6月に病死。享年71。遺言の「よくみのほどをしれ」は有名。生涯で36回の合戦に参加して貰った感状も36枚、41ヶ所の傷を受けた歴戦の勇将である。